# Préserville
Préserville är en kommun i departementet Haute-Garonne i regionen Occitanien i södra Frankrike. Kommunen ligger i kantonen Lanta som tillhör arrondissementet Toulouse. År 2022 hade Préserville 765 invånare.

## Befolkningsutveckling
Antalet invånare i kommunen Préserville
Referens:INSEE